# Rumont (Seine-et-Marne)
Rumont település Franciaországban, Seine-et-Marne megyében. Lakosainak száma 126 fő (2022. január 1.). Rumont Amponville, Boulancourt, Buthiers és Fromont községekkel határos.

## Népesség
A település népessége az elmúlt években az alábbi módon változott:
| Lakosok száma | 123  | 125  | 129  | 123  | 122  | 121  | 120  | 122  | 126  |
|               | 2013 | 2015 | 2016 | 2017 | 2018 | 2019 | 2020 | 2021 | 2022 |